# Distrikt Acarí
Der Distrikt Acarí liegt in der Provinz Caravelí in der Region Arequipa im Südwesten von Peru. Der Distrikt wurde im Jahr 1821 gegründet. Er besitzt eine Fläche von 770 km². Beim Zensus 2017 wurden 5100 Einwohner gezählt. Im Jahr 1993 lag die Einwohnerzahl bei 5127, im Jahr 2007 bei 4019. Sitz der Distriktverwaltung ist die 163 m hoch gelegene Kleinstadt Acarí mit 3180 Einwohnern (Stand 2017). Acarí liegt knapp 140 km westnordwestlich der Provinzhauptstadt Caravelí.

## Geographische Lage
Der Distrikt Acarí liegt im Westen der Provinz Caravelí. Die Längsausdehnung in Nord-Süd-Richtung beträgt etwa 50 km. Der Río Acarí durchfließt den Distrikt in südlicher Richtung. Das Gebiet ist fast vollständig Wüste. Lediglich im Flusstal des Río Acarí findet bewässerter Ackerbau statt; es gibt sogar einen Olivenhain. Der Distrikt reicht im Süden bis auf 3 km an die Pazifikküste heran. Die Nationalstraße 1S (Panamericana) verläuft entlang der südlichen Distriktgrenze.
Der Distrikt Acarí grenzt im Westen an den Distrikt Bella Unión, im Norden an die Distrikte Santa Lucía und San Pedro, im Nordosten an den Distrikt Sancos (die drei vorgenannten Distrikte befinden sich in der Provinz Lucanas), im Osten an den Distrikt Jaquí sowie im Südosten an den Distrikt Yauca.